# A.S.D. MapelloBonate Calcio
Associazione Sportiva Dilettantistica MapelloBonate Calcio hay đơn giản là MapelloBonate là một câu lạc bộ bóng đá Ý, có trụ sở tại Mapello và cũng đại diện cho Bonate Sopra, Lombardy.

## Lịch sử
Câu lạc bộ được thành lập vào năm 2011 sau khi sáp nhập câu lạc bộ mới được thăng hạng lên Serie D là Mapello và Bonate Sopra ở Prima Cargetoria.

## Màu sắc và huy hiệu
Màu của đội là trắng và vàng.